# David Clark (wioślarz)
David Robert Clark (ur. 17 listopada 1959 w Saint Louis) – amerykański wioślarz, srebrny medalista olimpijski i brązowy medalista mistrzostw świata.

## Kariera
Wystartował na igrzyskach olimpijskich w Los Angeles w 1984, gdzie osada USA w składzie: David Clark, Jonathan Smith, Phillip Stekl i Alan Forney zdobyła srebrny medal w czwórkach bez sternika. W finale uplasowali się o 2,52 sekundy za osadą Nowej Zelandii i o 1,62 sekundy przed osadą Danii. Był to jego jedyny start olimpijski.
Na mistrzostwach świata w Monachium (1981) Daniel Lyons, John Zevenbergen, Thomas Kiefer, James McDougall, John Phinney, David Clark, Charles Clapp, Matthew Labine i Seth Bauer (sternik) zdobyli brązowy medal w ósemkach. W tej samej konkurencji był też siódmy na mistrzostwach świata w Duisburgu (1983).
Kształcił się na Uniwersytecie Cornella.